# Dolbeaultkohomologi
Inom matematiken är Dolbeaultkohomologi (uppkallat efter Pierre Dolbeault) en analogi av de Rhamkohomologi för komplexa mångfalder. Låt M vara en komplex mångfald. Då är Dolbeaultkohomologigrupperna Hp,q(M,C) med p och q heltal realiserade som delkvoter av rummet av komplexa differentialformer av grad (p,q).

## Konstruktion av Dolbeaultkohomologin
Låt Ωp,q vara vektorknippet av komplexa differentialformer av grad (p,q). Dolbeaultoperatorn
{\displaystyle {\bar {\partial }}:\Gamma (\Omega ^{p,q})\rightarrow \Gamma (\Omega ^{p,q+1})}
har, eftersom
{\displaystyle {\bar {\partial }}^{2}=0,}
en associerad kohomologi. Mer specifikt definieras Dolbeaultkohomologigrupperna som kvoten 
{\displaystyle H^{p,q}(M,\mathbb {C} )={\frac {{\hbox{ker}}\left({\bar {\partial }}:\Gamma (\Omega ^{p,q},M)\rightarrow \Gamma (\Omega ^{p,q+1},M)\right)}{{\bar {\partial }}\Gamma (\Omega ^{p,q-1})}}.}

## Dolbeaults sats
Dolbeaults sats är en komplex analogi av de Rhams sats. Den säger att Dolbeaultkohomologin är isomorfisk till kärvekohomologin av kärven av analytiska differentialformer. Mer specifikt är
{\displaystyle H^{p,q}(M)\cong H^{q}(M,\Omega ^{p})}
där Ωp är kärven av analytiska p-former på M. 

### Allmänna källor
- Dolbeault, P. (1953). ”Sur la cohomologie des variétés analytiques complexes”. C. R. Acad. Sci. Paris 236:  sid. 175–277.
- Wells, R.O. (1980). Differential Analysis on Complex Manifolds. Springer-Verlag. ISBN 0-387-90419-0